# Кисень (фільм, 2009)
«Кисень» — екранізація однойменної п'єси російського театрального режисера та сценариста Івана Вирипаєва. Авторське осмислення десяти заповідей та заповідей блаженства на фоні сучасної молоді та її вад. 
Єдина романтична історія відтворюється наративом головних героїв у формі десяти музичних кліпів. 
Прем'єра оригінальної п'єси відбулася у 2002 році. 

## Сюжет
|                               | Був звичайний літній день. Саньок гуляв по бульвару і з цікавістю розглядав всіх оточуючих. Хтось танцював хіп-хоп, хтось катався на скейтборді, хтось цілувався, загалом, все як завжди, але… Саньок обернув голову і побачив її — вільну, гарну, рудоволосу дівчину, ту, яка стала для нього — «Чистим киснем»! І з цієї хвилини все, що було в його житті раніше, втратило зміст: Вона стала повітрям, без якого жити він більше не зміг. |
| — Офіційний опис, сайт фільму | |

## Реакція критиків
Фільм «Кисень» став «фаворитом кінокритиків» та «запам'ятався як найяскравіше явище» 39-го кінофестивалю «Молодість».

### Нагороди
- Приз за найкращу режисуру (Кінотавр, 2009)
- Приз ім. Мікаела Тарівердієва «За найкращу музику до фільму» (Кінотавр, 2009)[4]
- Білий слон за «новаторство, різноманітність мови і творчу свободу» (разом з кінофільмом «Дзиґа» Василя Сігарєва, 2009)[5]